# Flectospira
Flectospira es un género de foraminífero bentónico de la subfamilia Meandrospirinae, de la familia Cornuspiridae, de la superfamilia Cornuspiroidea, del suborden Miliolina y del orden Miliolida. Su especie tipo es Flectospira prima. Su rango cronoestratigráfico abarca el Artkinskiense (Pérmico inferior).

## Clasificación
Algunas clasificaciones incluyen a Flectospira  en la familia Meandrospiridae.
Flectospira incluye a la siguiente especie:
- Flectospira prima †